# José Luis Cabrera
José Luis Cabrera Charbonier (10 de febrero de 1767, Las Palmas de Gran Canaria, España - 18 de septiembre de 1837, Caracas) fue un médico y político español residente en Venezuela. Él inició el debate en el Congreso venezolano que originaría la declaración de independencia, siendo también uno de los firmantes de dicha declaración en ese país. 

## Biografía
José Luis Cabrera Charbonier nació el 10 de febrero de 1767 en Las Palmas de Gran Canaria. Él fue hijo del diputado del común de Las Palmas Francisco Hernández Cabrera y de Magdalena Charbonier y familiar del obispo Joaquín Herrera Bárcena. Su familia pertenecía a la burguesía de clase media. Cabrera residió en la casa de su madre en Las Palmas, pero su padre, como diputado del común de Las Palmas, emigró a Caracas,   donde desarrolló una carrera como mercader.  José Luis Cabrera emigró a Venezuela en 1785, donde estudiaría medicina en la universidad de Caracas. En 1792 terminó la carrera de medicina.
Cabrera participó en el parlamento venezolano, donde abrió el debate que finalizaría con promulgación de la declaración de Independencia de Venezuela. Así, en 1797, Cabrera participó en la conspiración independentista de Gual y España. Trabajó en el Hospital de Caridad y posteriormente, dirige el Real Hospital Militar. En 1802, recibe una solicitud de Puerto Cabello para que viajara a este lugar con el fin de que solucionara los brotes de vómito negro que se estaban extendiendo por dicha ciudad. Las medidas que Cabrera estableció lograron su objetivo.
Tras esto, el 2 de marzo de 1811, estuvo en el primer Congreso General de Venezuela, donde representó como diputado al cantón Guanarito, provincia de Barinas, y el 3 de julio participó en el congreso cuando se planteó la declaración de independencia. El 5 de julio de ese año firmó la independencia venezolana. En 1814 fue cirujano interino del hospital de La Guaira, acompañando luego a los republicanos cuando estos emigraron hacia el oriente.
Sin embargo, cuando triunfó la contrarrevolución, se le abrió un “proceso de infidencia”, tras lo cual todos sus bienes fueron subastados, viéndose forzado a emigrar. Durante esa época estuvo viajando por diferentes islas caribeñas hasta que finalmente pudo retornar a Venezuela, mientras aún mantenía su defensa a la independencia de dicha colonia española. 
De vuelta a Venezuela, publica casos médicos legales, desarrolla comisiones sanitarias tanto dentro como fuera de Caracas, estableciendo reglas de higiene “públicas o privadas”. Luego se convirtió en Director del Tribunal de la Facultad Médica de Caracas, siendo la primera persona en dirigir ese tribunal médico, y en Presidente y Censor de la Sociedad de Instrucción Médica de Caracas.
Influido por la ideología aristotélica, publicó varias obras de investigación médica, entre las cuales se encontraban la "Memoria de la historia de la Medicina hasta Paracelso" , "Observaciones sobre la epidemia del dengue" y "Conocimiento de las sanguijuelas".  Con el tiempo, se vinculó con un republicanismo de tendencia más radical.
En 1830 fue elegido nuevamente diputado de Caracas en la III República, en el Congreso de Valencia, debido a los méritos por él obtenidos. Allí decidió votar a favor de la división de la Gran Colombia en varios estados (haciendo un pacto con Colombia). Así, se convirtió en uno de los liberales más importantes del parlamento, por ser uno de los principales personajes que apoyaron dicha ideología.
De esta forma, defendió en el congreso la abolición de los privilegios nobiliarios y del título de Castilla en Venezuela, así como todos aquellos títulos “que no fuesen propios de un gobierno democrático". Durante los últimos años de su vida se mantuvo lucido, leyendo a menudo. Murió el 18 de septiembre de 1837 en Caracas, por una inanición.